# Walentina Borissowna Grekowa

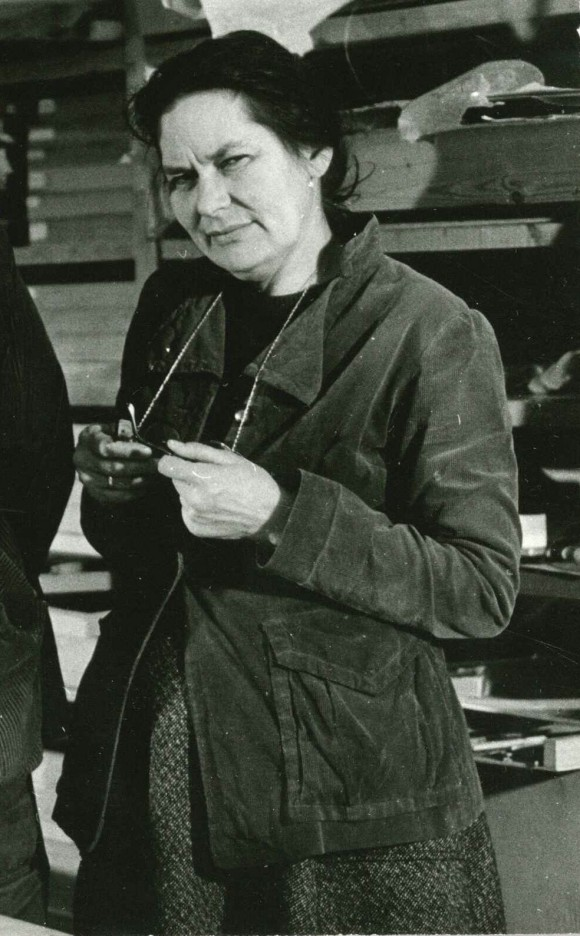
Walentina Borissowna Grekowa

Walentina Borissowna Grekowa, geboren Rosenfeld, (russisch Валентина Борисовна Грекова, урожд. Розенфельд; * 6. Mai 1931 in Samara; † 2. April 2019 in Weliki Nowgorod) war eine sowjetische bzw. russische Restauratorin.

## Leben
Grekowas Vater lehrte am Moskauer Staatlichen Pädagogischen Institut und wurde während des Großen Terrors 1938 verhaftet und erschossen. Sie begann 1950 das Studium an der Lomonossow-Universität Moskau (MGU) in der Abend-Abteilung für Kunstwissenschaft der Historischen Fakultät (Abschluss 1956 mit Auszeichnung). Im dritten Kursjahr begann sie in der Architektur-Gruppe der Zentralen Wissenschaftlichen Restaurierungswerkstatt zu arbeiten. Sie kam 1955 im letzten Kursjahr zum ersten Mal nach Nowgorod, um an den Arbeiten zur Sicherung der Gründung  der Paraskewa-Kirche im Jaroslaw-Hof teilzunehmen, und arbeitete an der Malerei der Sophienkathedrale.
Ab 1962 arbeitete Grekowa im Verband Sojusrestawrazija und restaurierte Architekturdenkmäler und Gemälde von Unionsbedeutung, so in Swenigorod im Sawwa-Kloster, in den Holzkirchen von Kischi Pogost und im Petrowsker Palais am Rande Moskaus.
Nachdem eine Sonderkommission des Kulturministeriums 1963 beschlossen hatte, die Ausgrabung der im Deutschen Angriffskrieg gegen die Sowjetunion zerstörten Kirche der Verklärung des Herrn auf dem Kowaljow (Katholikon des ehemaligen Klosters bei Nowgorod) zu beginnen und die Reste der 1380 entstandenen Fresken der Kirche zu erhalten, wurde auch Grekowa dem Projekt  zugeteilt. Noch im selben Jahr lernte sie dort ihren künftigen Mann, den Restaurator Alexander Grekow (1909–2000), kennen. Im Frühjahr 1965 waren sie zusammen wieder in Nowgorod in der Kirche auf dem Kowaljow. Die Arbeit war so interessant und wichtig, dass sie fortwährend dabeiblieben. Sie arbeiteten zusammen, berichteten und veröffentlichten gemeinsam und führten gemeinsam die Ausstellungen mit den geretteten Fresken durch.
Die Eheleute Grekow entwickelten eine einzigartige Methode zur Rettung von Fresken aus kriegszerstörten Architekturdenkmälern. Die Fragmente wurden entsprechend ihrer ursprünglichen Positionierung sortiert, gruppenweise angeordnet und abschnittsweise restauriert. Von ihnen wurden mehr als 35 Jahre lang die Arbeiten zur Wiederherstellung der Fresken der Kirche auf dem Kowaljow geleitet. Nach einem Projekt des Architekten und Restaurators Leonid Krasnoretschjew wurde 1970–1974 eine neue Kirche der Verklärung des Herrn auf dem Kowaljow gebaut, in der die wiederhergestellten Fresken angebracht wurden. Nach dem Tode ihres Mannes übernahm sie die Leitung der Restaurierungswerkstatt und führte die Arbeiten fort.
Grebowa starb am 2. April 2019 in Weliki Nowgorod und wurde auf dem  Friedhof des Klosters in Chutin am rechten Ufer des Wolchow nördlich von Weliki Nowgorod neben ihrem Mann begraben.

## Ehrungen, Preise
- Medaille „Veteran der Arbeit“ (1986)[2]
- Staatspreis der UdSSR (1989)[2]
- Ehrenbürgerin Nowgorods (1992)[3]
- Verdiente Künstlerin der Russischen Föderation (1993)
- Medaille „1150-jähriges Jubiläum Weliki Nowgorods“ (2009)[2]

## Kirche der Verklärung des Herrn auf dem Kowaljow

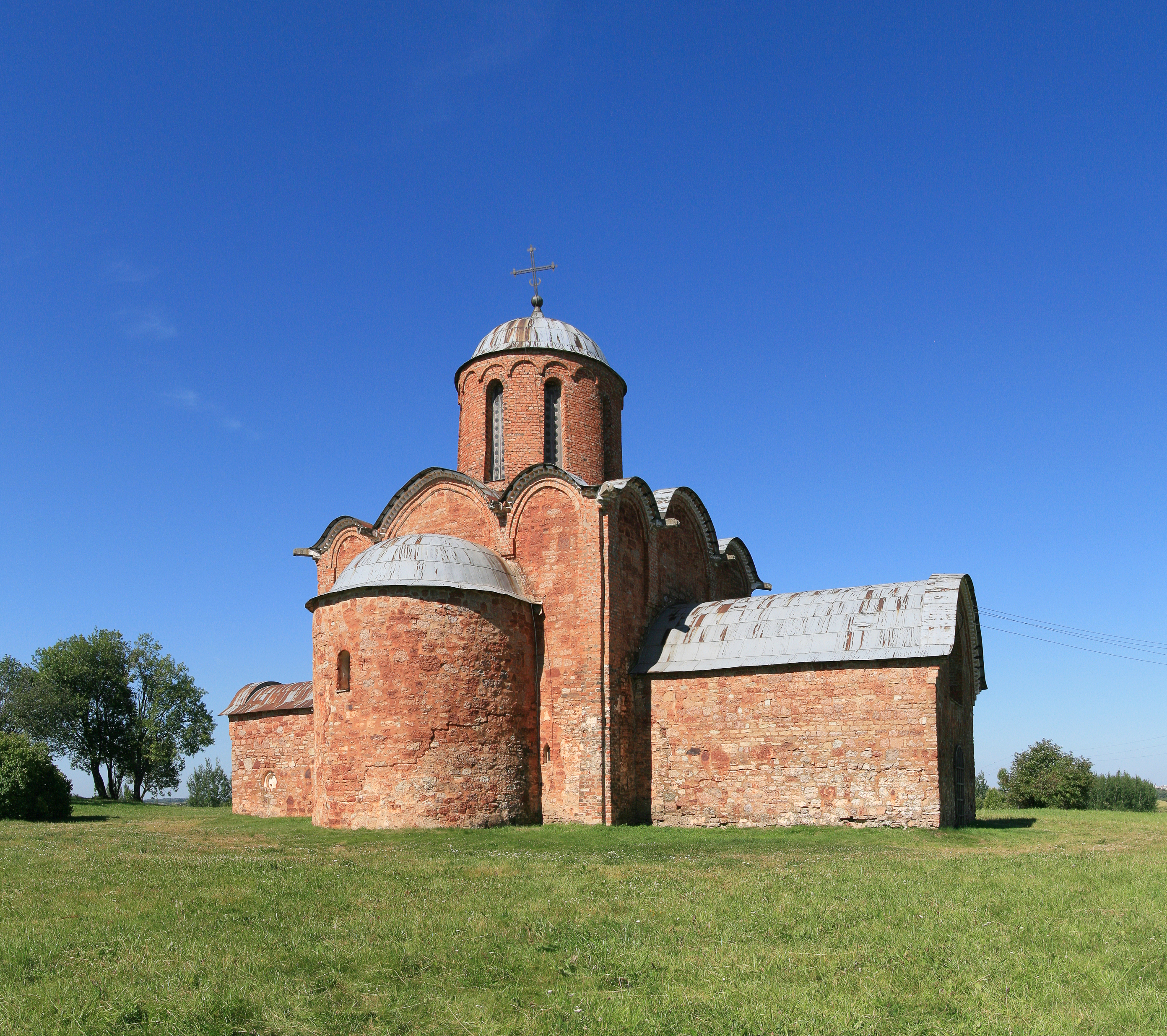
Kirche auf dem Kowaljow
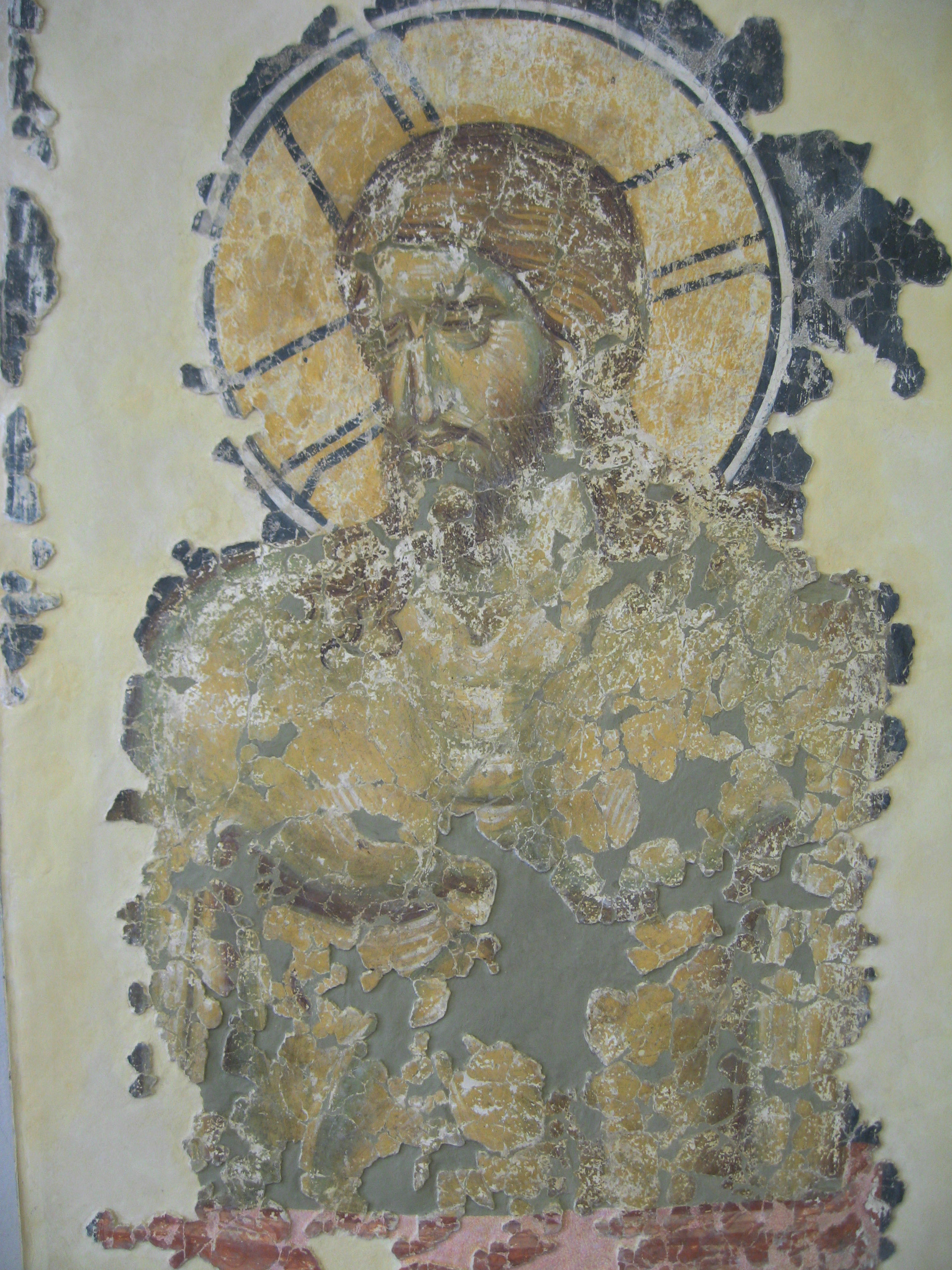
„Weine nicht um mich, Mutter“
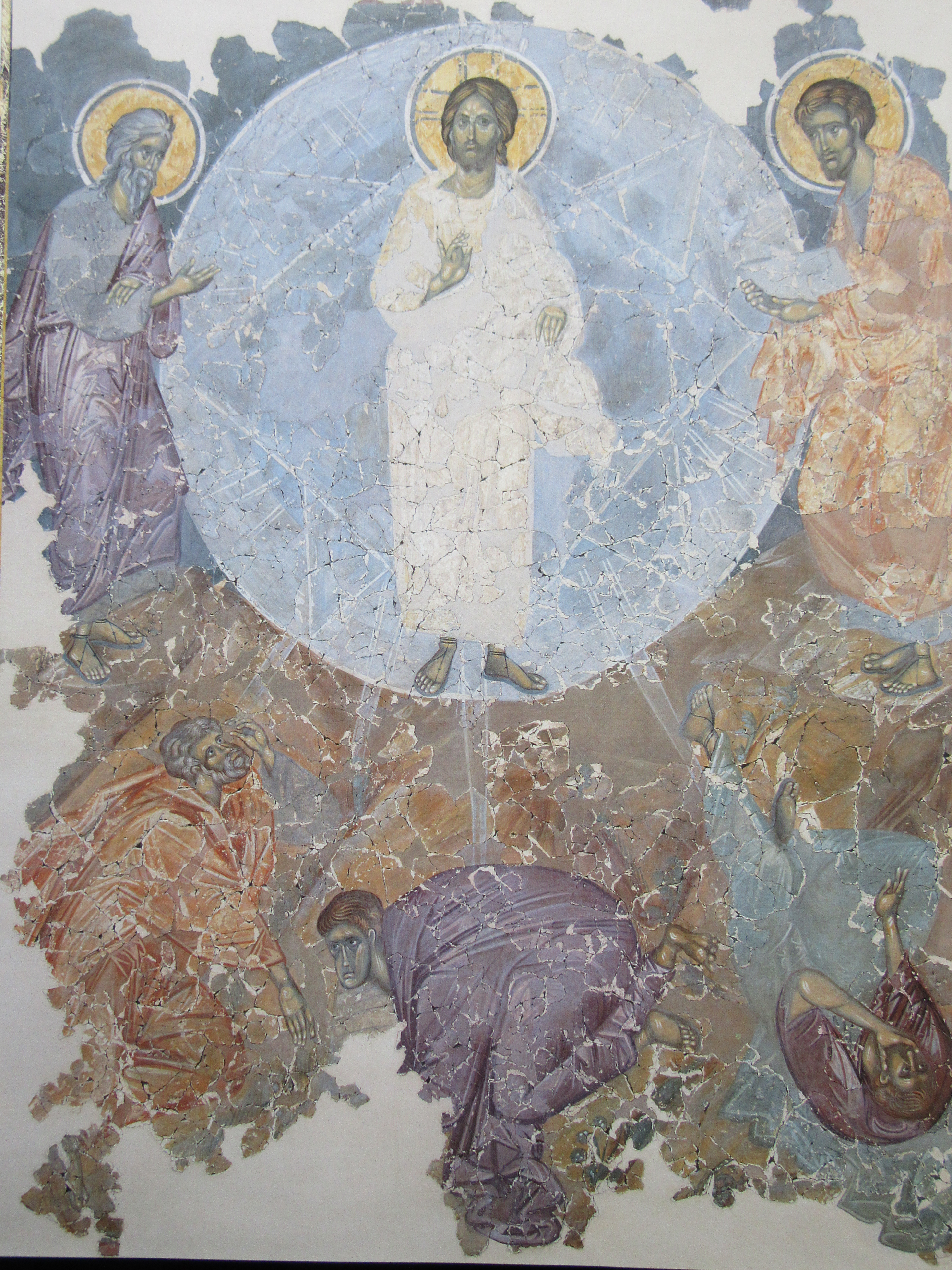
Verklärung des Herrn
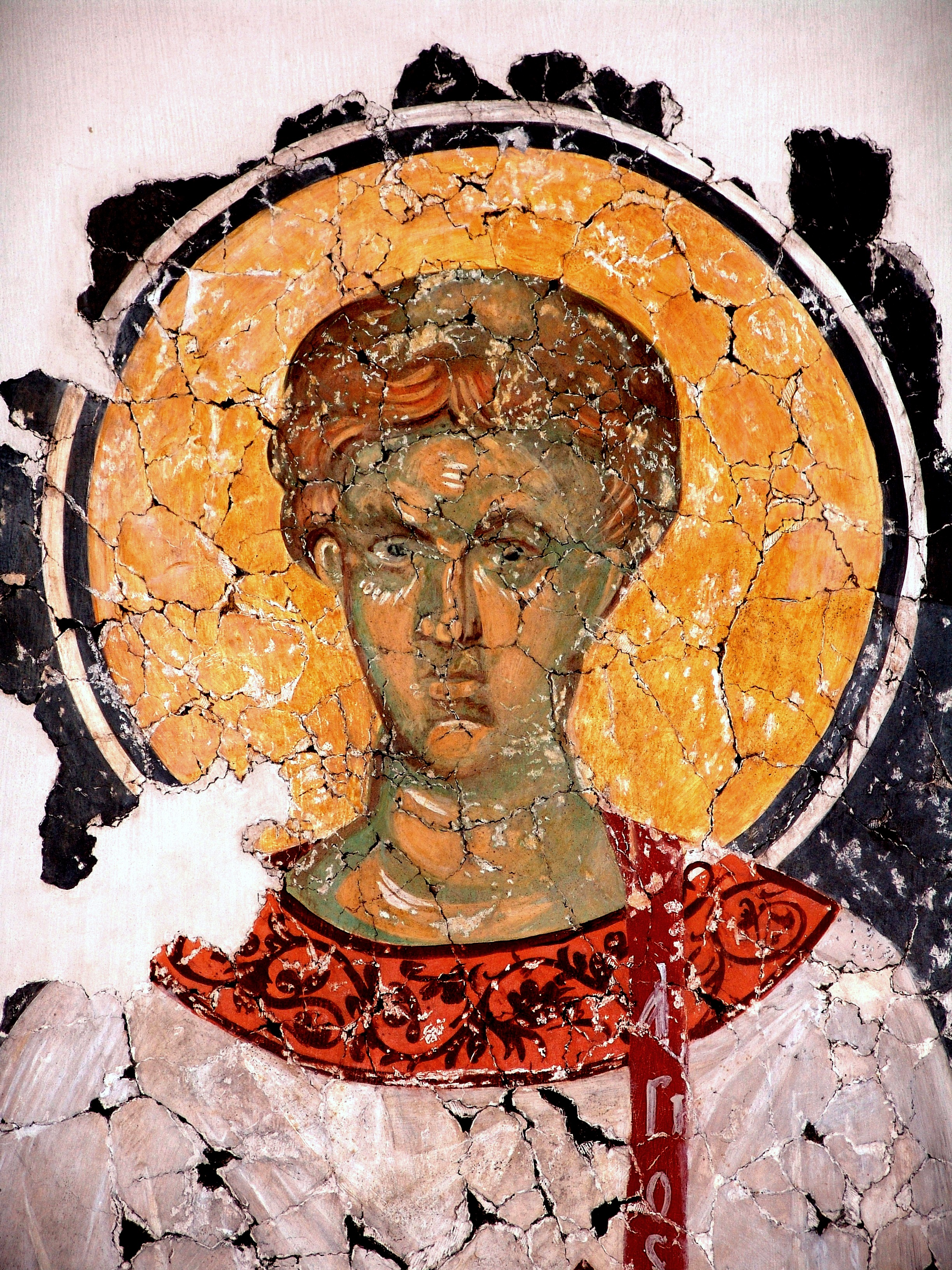
Stephanus
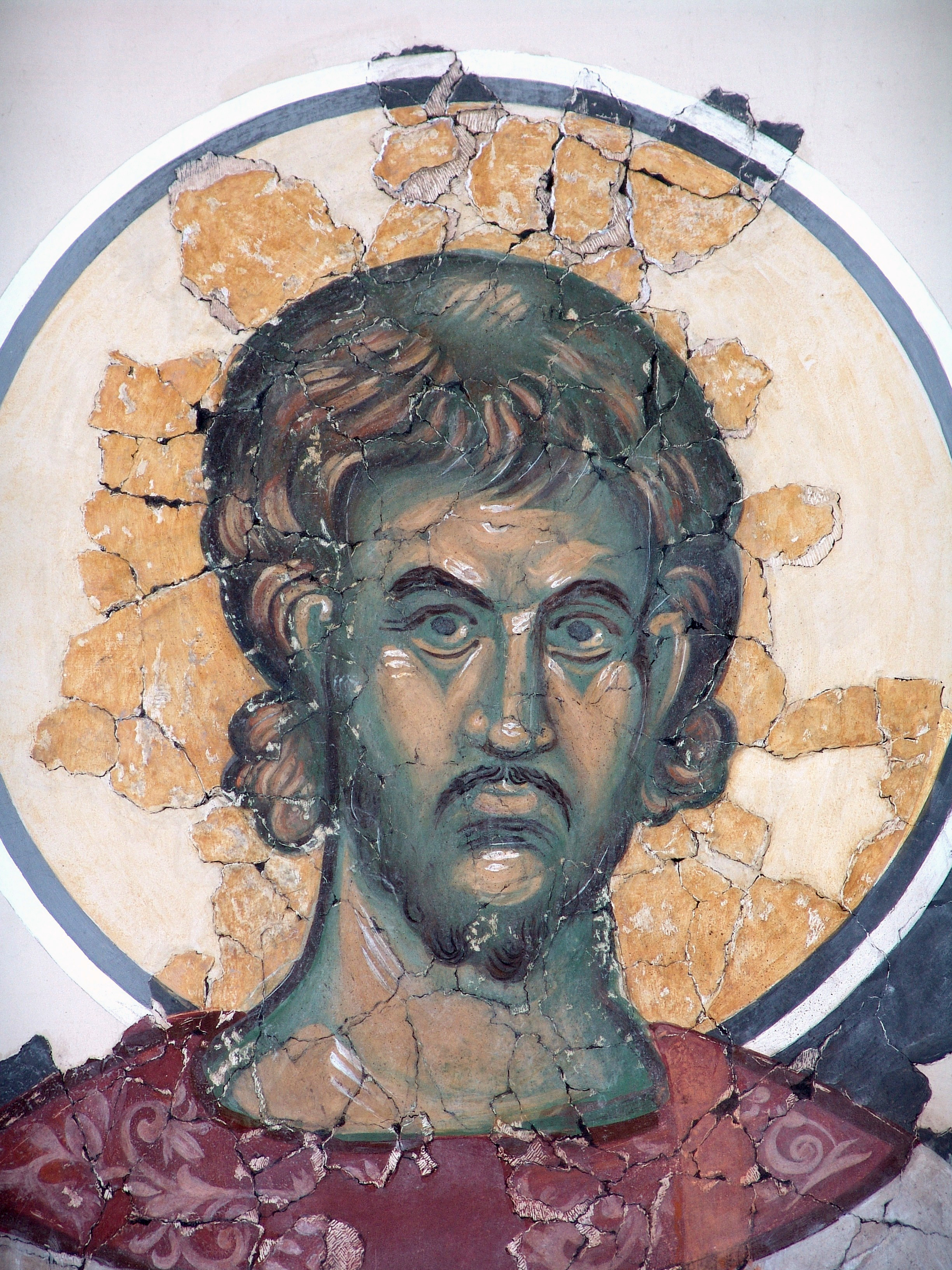
St. Euplius von Catania